# Григорий Спиридис
Григорий (на гръцки: Γρηγόριος) е православен духовник, митрополит на Вселенската патриаршия.

## Биография
Роден е със светското име Спиридис (Σπυρίδης) е роден в село Апатурия на Андрос. Служи като протосингел на Варненската епархия. През декември 1790 година е ръкоположен за доростолски митрополит в Силистра. На 15 септември 1800 година подава оставка. През октомври 1801 година е избран за месемврийски митрополит. На 21 юли 1814 година подава оставка. Около 1815 година той е назначен за проректор на Патриаршеската екзархия на Псара по молба на великия логотет Логотет Теодорос Ризос. Вероятно се е оттеглил от тази позиция през март 1821 година. Оттегля се на Андрос, където умира на 7 април 1823 година.